# 韦利 (芒什省)
韦利（法語：Vesly，法語發音：[vɛli]）是法国芒什省的一个市镇，属于库唐斯区。

## 地理
韦利（49°15'9"N, 1°30'16"W）面积22.48 平方千米，位于法国诺曼底大区芒什省，该省份为法国西北部沿海省份，西、北、东北三面环大西洋，东起顺时针与卡爾瓦多斯省、奧恩省、马耶讷省和伊勒-维莱讷省接壤。
与韦利接壤的市镇（或旧市镇、城区）包括：洛尔恩、蒙瑟内勒、米利埃、勒普莱西拉斯泰尔、圣帕特里斯德克莱、莱赛、拉艾。

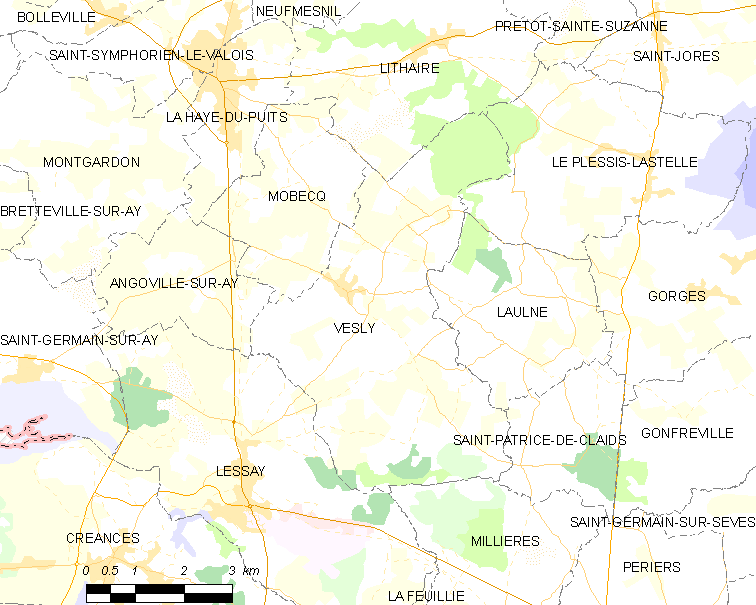
的OSM定位图

韦利的时区为UTC+01:00、UTC+02:00（夏令时）。

## 行政
韦利的邮政编码为50430，INSEE市镇编码为50629。

## 政治
韦利所属的省级选区为克雷昂斯县。

## 人口

1962-2008年间人口变化图示

韦利于2022年1月1日时的人口数量为732人。